# 小向西町
小向西町（こむかいにしまち）は、神奈川県川崎市幸区の地名。現行行政地名は小向西町1丁目から小向西町4丁目。住居表示未実施区域。

## 地理
幸区の西部に位置し、東に小向町、南東に戸手、南に戸手本町、南西に古川町、西に下平間、北に小向東芝町と接している。

### 地価
住宅地の地価は2025年（令和7年）1月1日時点の公示地価によると、小向西町1丁目31-7の地点で31万7000円/m²となっている。

## 歴史

### 沿革
- 1954年（昭和29年）12月 - 土地区画整理事業（小向第二）により小向の一部（字宮ノ浦耕地）を分離し、小向西町1丁目から小向西町4丁目を新設。川崎市小向西町となる。
- 1972年（昭和47年）4月1日 - 川崎市が政令指定都市の制定に伴い、幸区が新設。川崎市幸区小向西町（1〜4丁目）となる[5][7]。

## 世帯数と人口
2025年（令和7年）6月30日現在（川崎市発表）の世帯数と人口は以下の通りである。
| 丁目          | 世帯数    | 人口    |
| ------------- | --------- | ------- |
| 小向西町1丁目 | 545世帯   | 1,219人 |
| 小向西町2丁目 | 297世帯   | 634人   |
| 小向西町3丁目 | 634世帯   | 1,162人 |
| 小向西町4丁目 | 998世帯   | 2,123人 |
| 計            | 2,474世帯 | 5,138人 |

### 人口の変遷
国勢調査による人口の推移。
| 年                 | 人口  |
| ------------------ | ----- |
| 1995年（平成7年）  | 3,918 |
| 2000年（平成12年） | 3,630 |
| 2005年（平成17年） | 4,261 |
| 2010年（平成22年） | 4,825 |
| 2015年（平成27年） | 4,802 |
| 2020年（令和2年）  | 5,053 |

### 世帯数の変遷
国勢調査による世帯数の推移。
| 年                 | 世帯数 |
| ------------------ | ------ |
| 1995年（平成7年）  | 1,661  |
| 2000年（平成12年） | 1,538  |
| 2005年（平成17年） | 1,877  |
| 2010年（平成22年） | 2,151  |
| 2015年（平成27年） | 2,223  |
| 2020年（令和2年）  | 2,295  |

## 学区
市立小・中学校に通う場合、学区は以下の通りとなる（2025年4月時点）。
| 丁目          | 番・番地等                              | 小学校               | 中学校             |
| ------------- | --------------------------------------- | -------------------- | ------------------ |
| 小向西町1丁目 | 全域                                    | 川崎市立西御幸小学校 | 川崎市立御幸中学校 |
| 小向西町2丁目 | 全域                                    | 川崎市立西御幸小学校 | 川崎市立御幸中学校 |
| 小向西町3丁目 | 1～98番 108番以降                       | 川崎市立西御幸小学校 | 川崎市立御幸中学校 |
| 小向西町3丁目 | 99～107番                               | 川崎市立西御幸小学校 | 川崎市立塚越中学校 |
| 小向西町4丁目 | 95～108番 （国道409号線の北側）         | 川崎市立西御幸小学校 | 川崎市立塚越中学校 |
| 小向西町4丁目 | 1～94番 146番以降 （国道409号線の北側） | 川崎市立西御幸小学校 | 川崎市立御幸中学校 |
| 小向西町4丁目 | 109～145番 （国道409号線の南側）        | 川崎市立戸手小学校   | 川崎市立御幸中学校 |

## 事業所
2021年（令和3年）現在の経済センサス調査による事業所数と従業員数は以下の通りである。
| 丁目          | 事業所数  | 従業員数 |
| ------------- | --------- | -------- |
| 小向西町1丁目 | 19事業所  | 100人    |
| 小向西町2丁目 | 14事業所  | 110人    |
| 小向西町3丁目 | 36事業所  | 236人    |
| 小向西町4丁目 | 57事業所  | 764人    |
| 計            | 126事業所 | 1,210人  |

### 事業者数の変遷
経済センサスによる事業所数の推移。
| 年                 | 事業者数 |
| ------------------ | -------- |
| 2016年（平成28年） | 125      |
| 2021年（令和3年）  | 126      |

### 従業員数の変遷
経済センサスによる従業員数の推移。
| 年                 | 従業員数 |
| ------------------ | -------- |
| 2016年（平成28年） | 1,202    |
| 2021年（令和3年）  | 1,210    |

## 交通
- 国道1号（第二京浜国道）
- 国道409号

## 施設
- 川崎市立西御幸小学校
- 川崎小向西町郵便局[18]
- コーナン 川崎小向店[19]

## その他

### 日本郵便
- 郵便番号：212-0004[3]（集配局：川崎港郵便局[20]）

### 警察
町内の警察の管轄区域は以下の通りである。
| 丁目          | 番・番地等 | 警察署   | 交番・駐在所   |
| ------------- | ---------- | -------- | -------------- |
| 小向西町1丁目 | 全域       | 幸警察署 | 小向東芝町交番 |
| 小向西町2丁目 | 全域       | 幸警察署 | 小向東芝町交番 |
| 小向西町3丁目 | 全域       | 幸警察署 | 小向東芝町交番 |
| 小向西町4丁目 | 全域       | 幸警察署 | 小向東芝町交番 |